# Olivier Adam
Pour les articles homonymes, voir Adam (homonymie).
Ne doit pas être confondu avec Olivier Azam.
Œuvres principales
- Je vais bien, ne t'en fais pas (2000)
- À l'abri de rien (2007)
- Des vents contraires (2009)
- Le Cœur régulier (2010)
- Les Lisières (2012)

Olivier Adam, né le 12 juillet 1974 à Paris, est un écrivain français.

## Biographie
Olivier Adam a grandi à Draveil dans l'Essonne, avec ses parents et ses deux frères. Après des études de gestion d'entreprises culturelles, à l'université Paris-Dauphine — où il rencontre sa future compagne Karine Reysset, et mère de ses enfants, écrivaine elle aussi — il devient d'abord consultant pour conseiller des collectivités locales dans leur politique culturelle et programmateur de festivals littéraires (Nuits de la Correspondance de Grignan, Les arènes du livre à Nîmes), puis participe à la création des Correspondances de Manosque en 1999 , avec Olivier Chaudenson. Il travaille ensuite brièvement dans l'édition, où il est directeur de collection aux éditions du Rouergue.
Son premier roman, Je vais bien, ne t'en fais pas, publié en 2000, obtient la reconnaissance de la critique. Il est sélectionné pour le Festival du premier roman en 2001. Dès son troisième roman, Poids léger, en 2002, et l'achat des droits par Jean-Pierre Améris pour en faire une future adaptation (qui sortira en 2004 sur les écrans), il peut se consacrer entièrement à l'écriture.
À la suite d'une rencontre avec Geneviève Brisac, il écrit parallèlement des ouvrages pour la jeunesse, et anime des ateliers d'écriture en milieu scolaire.
En 2004, il obtient le prix Goncourt de la nouvelle pour son recueil Passer l'hiver.
Il fait partie en 2005 et 2007 de la dernière sélection du Prix Goncourt pour Falaises puis À l'abri de rien (Prix France télévisions), et, en 2010, pour Le Cœur régulier, de la deuxième sélection du Prix Goncourt. Entre-temps, son roman Des vents contraires a été couronné par le prix RTL-Lire.
Deux ans plus tard, il quitte les éditions de l'Olivier pour Flammarion, où il suit son éditrice Alix Penent. Paraît alors son roman Les Lisières (Prix des libraires de Nancy-Le point), qui reçoit un très grand succès critique et public[réf. nécessaire].
Il est nommé chevalier des arts et des lettres en 2013.
La même année, son roman Falaises (publié en 2005) est « librement adapté » en bande dessinée, sur un scénario de Loïc Dauvillier, et des dessins de Thibault Balahy.
Son ouvrage Peine perdue sort en août 2014 chez Flammarion. L'ouvrage est finaliste du Prix des libraires 2015.

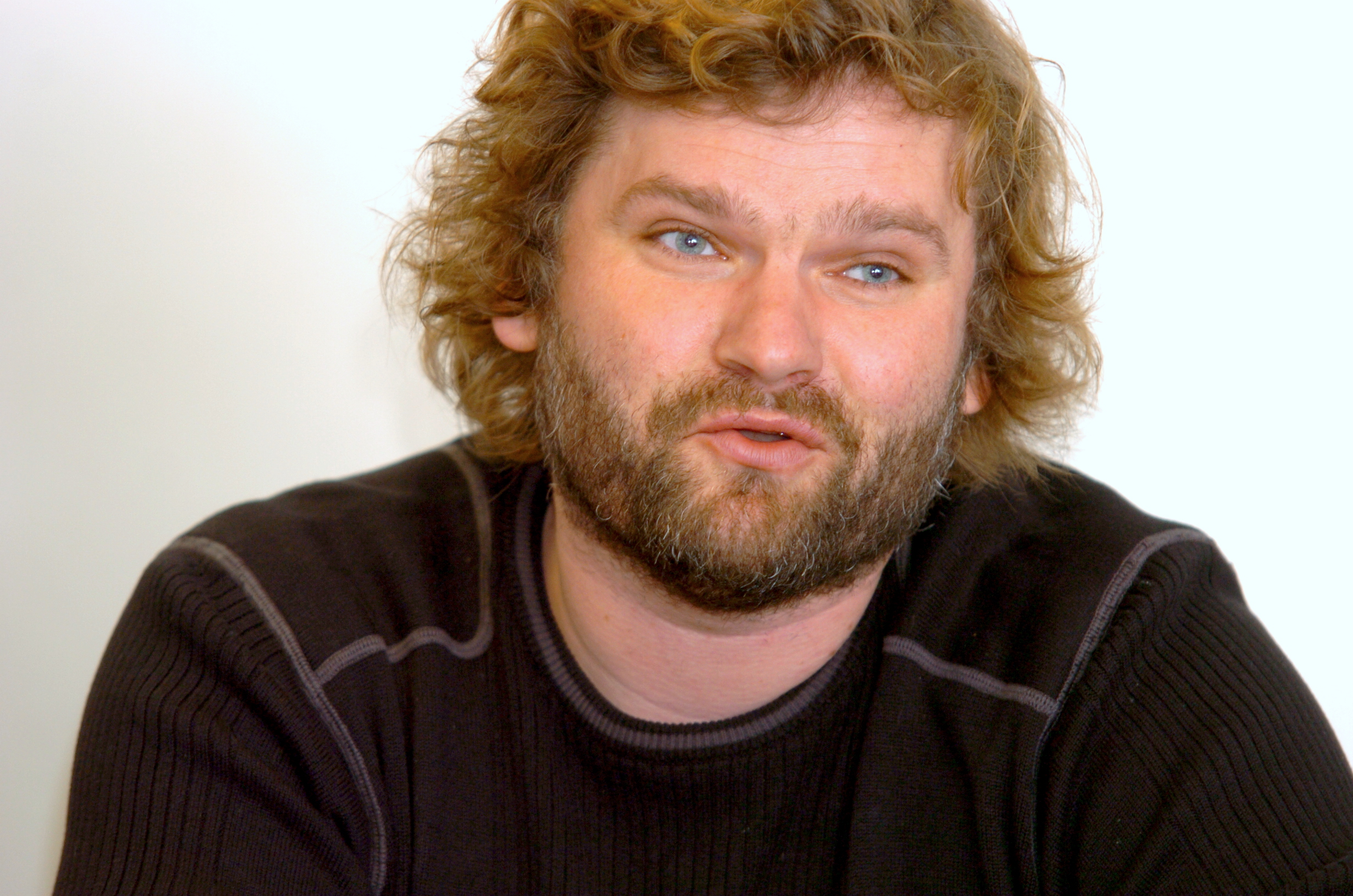
Olivier Adam, le 04 mars 2009 à Paris.

De 2014 à 2017, il tient une chronique mensuelle dans le journal Libération.
En 2016, son ouvrage La Renverse se penche sur le sort des proches d'un homme politique éclaboussé par un scandale sexuel. 
En 2018 paraît chez Flammarion Chanson de la ville silencieuse. Puis, chez Robert Laffont dans la collection « R » destinée aux adolescents et jeunes adultes, La tête sous l'eau. Suivront, dans cette collection : Les roches rouges, Dans la nuit blanche et Mon cœur en cendres en 2023.
À la rentrée littéraire d'août 2019 paraît Une partie de badminton, qui signe le retour de son double, Paul, déjà croisé dans Des vents contraires et Les lisières.
En 2020 et 2022 paraissent successivement Tout peut s'oublier et Dessous les roses.
Il fait paraître en 2023 son premier recueil de poésie, chez Bruno Doucey : Personne n'a besoin de savoir.
En 2024 sort Il ne se passe jamais rien ici, chez Flammarion.
Également scénariste, il a participé à l'écriture de plusieurs films : en 2007, à L'Été indien,, film de Alain Raoust ; en 2009, à Welcome de Philippe Lioret ; en 2025, à Mikado de Baya Kasmi. Il a également participé à plusieurs adaptations de ses romans : Je vais bien, ne t'en fais pas de Philippe Lioret en 2006, Poids léger en 2004 et le téléfilm Maman est folle en 2007, tous deux réalisés par Jean-Pierre Améris, et Des vents contraires, de Jalil Lespert, en 2011. Deux autres adaptations de ses œuvres sont portées à l'écran : Passer l'hiver, réalisé par Aurélia Barbet, tiré de la nouvelle « Nouvel An », issue du recueil Passer l'hiver, et Le coeur régulier, réalisé par Vanja D'Alcantara.
Par ailleurs il travaille en tant que consultant sur plusieurs longs métrages de cinéma.

## Ouvrages

### Fiction
- 2000 : Je vais bien, ne t'en fais pas, Le Dilettante.
- 2001 : À l'Ouest, Éditions de l'Olivier.
- 2002 : Poids léger, Éditions de l'Olivier.
- 2004 : Douanes, nouvelle parue dans le cadre de Lille 2004 Capitale européenne de la culture.
- 2004 : Participation au recueil de nouvelles Tout sera comme avant, autour de l'album musical homonyme de Dominique A : la nouvelle « Elle parle à des gens qui ne sont pas là »
- 2004 : Passer l'hiver (nouvelles), Éditions de l'Olivier.
- 2005 : Falaises, Éditions de l'Olivier.
- 2007 : À l'abri de rien, Éditions de l'Olivier.
- 2009 : Des vents contraires, Éditions de l'Olivier  (ISBN 9782879296463).
- 2010 : Le Cœur régulier, Éditions de l'Olivier  (ISBN 978-2879297460).
- 2010 : Kyoto Limited Express, avec Arnaud Auzouy, Éditions de l'Olivier.
- 2012 : Les Lisières, Flammarion  (ISBN 978-2290068489)- Prix Breizh 2012 - Prix des libraires de Nancy – Le Point 2012[19]
- 2014 : Peine perdue, Flammarion  (ISBN 9782081314214)
- 2016 : La Renverse, Flammarion  (ISBN 9782081375956)
- 2018 : Chanson de la ville silencieuse, Flammarion  (ISBN 9782081422032)
- 2019 : Une partie de badminton, Flammarion
- 2020 : Tout peut s'oublier, Flammarion  (ISBN 9782080233868)
- 2022 : Dessous les roses, Flammarion, 248 p.  (ISBN 978-2-298-181-29-6)
- 2023 : Personne n'a besoin de savoir, Editions Bruno Doucey
- 2024 : Il ne se passe jamais rien ici, Flammarion

### Livres audio
- 2005 : Passer l'hiver (2004) (nouvelles), lu par Lionel Epaillard, Bazoge : CdL éd., le Livre qui parle  (ISBN 2-914428-46-4)
- 2011 : Le Cœur régulier (2010), lu par Christine Boisson, Paris, Audiolib  (ISBN 978-2-35641-269-0)
- 2013 : Je vais bien, ne t'en fais pas (2000), lu par Fabienne Guyon, La Bazoge, CdL éd., Pollen diffusion  (ISBN 2-35383-015-3)
- 2017 : La Renverse, lu par Christophe Reymond, CDL éd.
- 2018 : La Tête sous l'eau, lu par Lorenzo Lefebvre et Alice de Lencquesaing, Lizzie

### Ouvrages jeunesse
- 2000 : On ira voir la mer, L'École des loisirs, collection « Médium »
- 2003 : La Messe anniversaire, L'École des loisirs, collection « Médium »
- 2004 : Sous la pluie, L'École des loisirs, collection « Médium »
- 2005 : Comme les doigts de la main, L'École des loisirs, collection « Médium »
- 2005 : Le Jour où j'ai cassé le château de Chambord, L'École des loisirs, collection « Mouche », illustré par Magali Bonniol
- 2006 : La Cinquième Saison, collectif, L'École des loisirs, collection « Médium »
- 2009 : Ni vu ni connu, L'École des loisirs, collection « Neuf »
- 2010 : Les Boulzoreilles, avec Euriel Dumait, éditions du Seuil Jeunesse
- 2010 : Un océan dans la baignoire, illustré par Françoiz Breut, Actes Sud Junior
- 2011 : Personne ne bouge, éditions École des loisirs, collection « Neuf »
- 2011 : Achile et la rivière, illustré par Ilya Green, Actes Sud Junior
- 2018 : La Tête sous l'eau, éditions Robert Laffont
- 2020 : Les Roches rouges, Robert Laffont
- 2021 : Dans la nuit blanche, Robert Laffont
- 2022 : Des pouvoirs pas super, Flammarion Jeunesse
- 2023 : Une chance sur trois, illustré par Thomas Baas , Flammarion Jeunesse
- 2023 : Mon cœur en cendres[15], Robert Laffont

## Coscénariste au cinéma

### Adaptations de ses œuvres
- 2004 : son roman Poids léger a été adapté en film par Jean-Pierre Améris, avec Nicolas Duvauchelle et Bernard Campan dans les rôles principaux.
- 2006 : Je vais bien, ne t'en fais pas a lui aussi été adapté en film par Philippe Lioret sous le même titre, film dont Olivier Adam est coscénariste, avec Kad Merad et Mélanie Laurent en tête d'affiche. Le film a été nommé aux Césars dans plusieurs catégories, dont celle de la meilleure adaptation. Kad Merad a obtenu le César du meilleur second rôle masculin, et Mélanie Laurent celui du Meilleur espoir féminin. Olivier Adam et Philippe Lioret obtiennent l'Étoile d’or du scénario français aux Étoiles d'or du cinéma français en 2007.
- 2007 : son roman À l'abri de rien a été adapté en téléfilm avec le titre de Maman est folle par Jean-Pierre Améris, dont il est coscénariste, avec Isabelle Carré dans le rôle principal. Diffusion sur France 3 le jeudi 22 novembre 2007. Olivier Adam et Jean-Pierre Améris sont couronnés du Meilleur scénario au Festival de la fiction TV de La Rochelle 2007.
- 2011 : Des vents contraires a été adapté par Jalil Lespert : Des vents contraires, dont il est également coscénariste, sorti le 14 décembre 2011, avec Benoît Magimel, Antoine Duléry, Isabelle Carré, Ramzy Bedia, Marie-Ange Casta et Audrey Tautou.
- 2014 : La nouvelle « Nouvel An » a été adaptée par Aurelia Barbet sous le titre Passer l'hiver (en). Gabrielle Lazure et Lolita Chammah jouent les deux rôles principaux mais c'est un échec commercial[20].
- 2016 : Le Cœur régulier est adapté par Vanja D'Alcantara. Isabelle Carré y tient le rôle principal. Le film sort en France début avril 2016.

### Autres
- 2007 : L'Été indien, film de Alain Raoust, dont il est coscénariste, avec le réalisateur[16],[17].
- 2009 : Welcome, film de Philippe Lioret, dont il est coscénariste, avec le réalisateur, et Emmanuel Courcol. Ils sont tous les trois nommés pour le César du meilleur scénario aux César du cinéma 2010, où le film a obtenu neuf nominations. Le film a totalisé 1,3 million d'entrées en France. Il a en outre été le sujet d'une violente polémique opposant le ministre de l'Immigration Éric Besson, le réalisateur Philippe Lioret et l'acteur Vincent Lindon.
- 2025 : Mikado, dont il est coscénariste, avec la réalisatrice Baya Kasmi[21].

## Prix et distinctions
- 2001 : Auteur sélectionné au Festival du premier roman pour Je vais bien, ne t'en fais pas[7]
- 2004 : Prix Goncourt de la nouvelle pour Passer l'hiver[22]
- 2004 : Prix des Éditeurs pour Passer l'hiver[22]
- 2005 : Prix Folies d'Encre pour Falaises[22]
- 2006 : Lauréat de la Villa Kujoyama[23].
- 2007 : Lauréat du Prix Roman France Télévisions pour À l'abri de rien[22].
- 2007 : Prix du roman populiste pour À l'abri de rien[22].
- 2007 : Dernière sélection du Prix Goncourt pour À l'abri de rien[9]
- 2007 : Étoile d'or du scénario avec Philippe Lioret pour le film Je vais bien, ne t'en fais pas[24]
- 2007 : Meilleur scénario au Festival de la fiction TV de La Rochelle, avec Jean-Pierre Améris pour Maman est folle[25]
- 2008 : Prix Jean Amila-Meckert pour À l'abri de rien[22]
- 2009 : Lauréat du prix RTL-Lire pour Des vents contraires[26]
- 2010 : Prix Prévert du scénario pour le film Welcome
- 2010 : César du cinéma 2010 : nommé pour le César du meilleur scénario, avec Philippe Lioret et Emmanuel Courcol, pour le film Welcome
- 2010 : Deuxième sélection du Prix Goncourt pour Le Cœur régulier[10].
- 2011 : Prix Razac-sur-LiVre pour Le Cœur régulier[22]
- 2012 : Prix des libraires de Nancy – Le Point pour Les Lisières
- 2013 : Prix Breizh pour Les Lisières[27]
- 2013 :  Chevalier de l'ordre des Arts et des Lettres[11]
- 2015 : Finaliste du Prix des libraires pour Peine perdue[13]

## Autres adaptations de ses œuvres

### En bande dessinée
- 2014 : Son roman Falaises (2005) est « librement adapté »[12] en bande dessinée, scénario de Loïc Dauvillier, dessins de Thibault Balahy, collection Olivius, éd. de L'Olivier et édition Cornélius  (ISBN 978-2-8236-0068-1)

### En musique
- 2008 : son texte « En douce » est adapté en musique, à la suite du Festival Les Correspondances de Manosque, par Joseph d'Anvers, sur le livre disque collectif Fantaisie littéraire.
- 2023 : son recueil de poésie Personne n'a besoin de savoir fait l'objet d'une adaptation sous forme de lecture mise en musique par son frère Julien Adam, disponible sur toutes les plateformes de streaming.